# Michaił Iwanow (zapaśnik)
Michaił Michajłowicz Iwanow (ros. Михаил Михайлович Иванов; ur. 14 lutego 1989) – rosyjski zapaśnik startujący w stylu wolnym. Jedenasty w Pucharze Świata w 2012. Wicemistrz świata juniorów w 2008 i trzeci w 2009. Siódmy w mistrzostwach Rosji w 2012 roku.